# 勞基雷氏鯰
勞基雷氏鯰，為輻鰭魚綱鯰形目鼬鯰科的其中一種，為熱帶淡水魚，分布於南美洲亞馬遜河、奧里諾科河及埃塞奎博河流域，體長可達33公分，棲息在底層水域，生活習性不明。

## 扩展阅读
維基物種上的相關：勞基雷氏鯰